# 와벨 람칼라완

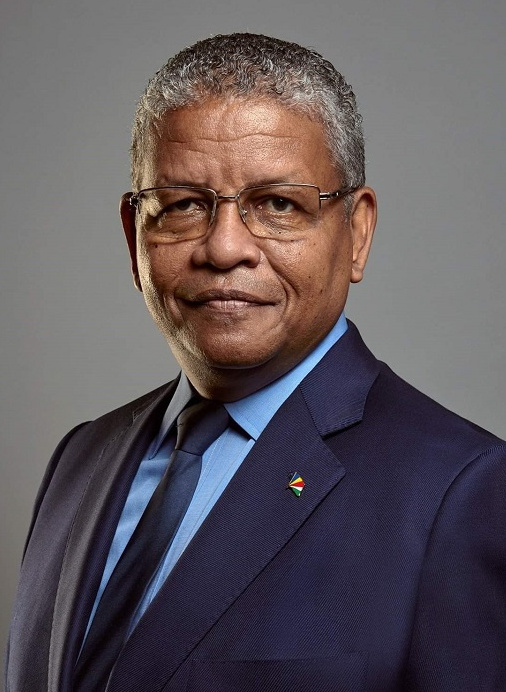
2020년 모습

와벨 람칼라완(Wavel Ramkalawan, 1959년 3월 15일 ~ )은 세이셸 정치인이자 성공회 신부로, 2020년 10월 26일부터 세이셸의 대통령으로 재직하고 있다. 람칼라완은 1993년부터 2011년까지, 2016년부터 2020년까지 야당 의원이었다. 그는 또한 2020년 10월 25일 람칼라완은 독립 이후 처음으로 야당 후보가 승리한 대통령 선거에서 승리하여 최초의 성공적인 평화적 권력 이양을 기록했다.

## 대통령
2020년 대선에서 람칼라완은 현직 대통령 대니 포르를 물리쳤다. 선거관리위원회에 따르면 그는 54.9%의 득표율을 얻었다.  이번 선거는 1976년 독립 이후 처음으로 야당에게 평화적으로 정권이 이양되는 사건이었다.
2020년 11월 4일, 국방, 법무, 공공 행정, 국가 계획 및 국가 안보의 추가 포트폴리오가 람칼라완에 할당되었다.